# アクセス (企業)
株式会社アクセス（Acces Co.,Ltd.）は、かつて存在した金融機関向けの大規模ネットワーク等のソフトウェア開発を行っていた企業。本社を大阪市西区に置いていた。
2014年8月1日に日本コンピューター・システムに吸収合併され、NCS&A株式会社となった。
なお、東京都千代田区に本社のある株式会社ACCESSとは無関係。

## 沿革
- 1994年（平成6年）
  - 7月 - 大阪市中央区博労町3丁目5番1号にて設立。
  - 12月 - 東京オフィスを設立。
- 2003年（平成15年）2月 - 大阪市中央区道修町に本社ビルが竣工、移転。
- 2004年（平成16年）12月 - ジャスダックに株式を上場。
- 2008年（平成20年）
  - 4月 -  売上高の水増しなどを行い、黒字会計を偽装していた疑いが浮上。これを受け、社長の北博之が引責辞任。後任には松浦徹が就いた。
  - 5月 ‐ 前述の粉飾決算について、前社長の北が金融商品取引法違反容疑で逮捕される[1]。
- 2009年（平成21年）1月 - ジャスダック証券取引所上場廃止。
- 2012年（平成24年）5月 - 大阪市西区江戸堀に本社を移転。
- 2013年（平成25年）8月 - 株式会社フューチャー・コミュニケーションズを子会社化。
- 2014年（平成26年）8月 - 日本コンピューター・システム株式会社に吸収合併され、NCS&A株式会社となる。

## アクセス旧本社ビルと道修町ビル
2003年に竣工した旧本社ビルには、地域振興に貢献するコミュニティー施設として、アクセスホールが設置。3階にシアター形式で320人収容のホール、2階にはホワイエ（劇場など付帯する多目的スペース）が設けられていた。のちにアクセス本社ビルと道修町ビルは、2007年3月売却された。現在は大阪ガスが所有し、大阪ガス御堂筋東ビル（OMEビル）となっている。